# Gené (Maine-et-Loire)
Pour l’article homonyme, voir Carlo Giuseppe Gené.
Gené est une ancienne commune française située dans le département de Maine-et-Loire en région Pays de la Loire.
Le 28 décembre 2015, elle devient une commune déléguée au sein de la commune nouvelle d'Erdre-en-Anjou.

## Géographie
Commune angevine du Segréen, Gené se situe à l'est de Marans, sur les routes D 216, Andigné, et D 184, Marans - Le Lion d'Angers.

## Histoire
La commune fusionne en décembre 2015 au sein de la commune d'Erdre-en-Anjou.

## Politique et administration

### Administration municipale

#### Administration actuelle
Depuis le 28 décembre 2015 Gené constitue une commune déléguée au sein de la commune nouvelle de Erdre-en-Anjou et dispose d'un maire délégué.
| Période          | Période  | Identité          | Étiquette | Qualité |
| ---------------- | -------- | ----------------- | --------- | ------- |
| 28 décembre 2015 | mai 2020 | Jean Pierre Ferré |           |         |
| mai 2020         |          | Tony Augereau     |           |         |

#### Administration ancienne
| Période                                  | Période          | Identité           | Étiquette | Qualité              |
| ---------------------------------------- | ---------------- | ------------------ | --------- | -------------------- |
| 1991                                     | 27 décembre 2015 | Jean Pierre Ferré, |           | Préposé PTT retraité |
| Les données manquantes sont à compléter. |                  |                    |           |                      |

### Intercommunalité
La commune était membre de la communauté de communes de la région du Lion-d'Angers, elle-même membre du syndicat mixte Pays de l'Anjou bleu, Pays segréen.

## Population et société

### Démographie

#### Évolution démographique
L'évolution du nombre d'habitants est connue à travers les recensements de la population effectués dans la commune depuis 1793. À partir du 1er janvier 2009, les populations légales des communes sont publiées annuellement dans le cadre d'un recensement qui repose désormais sur une collecte d'information annuelle, concernant successivement tous les territoires communaux au cours d'une période de cinq ans. 
Pour les communes de moins de 10 000 habitants, une enquête de recensement portant sur toute la population est réalisée tous les cinq ans, les populations légales des années intermédiaires étant quant à elles estimées par interpolation ou extrapolation. Pour la commune, le premier recensement exhaustif entrant dans le cadre du nouveau dispositif a été réalisé en 2006,.
En 2013, la commune comptait 455 habitants, en évolution de +0,66 % par rapport à 2008 (Maine-et-Loire : +3,3 %, France hors Mayotte : +2,49 %).
| 1793 | 1800 | 1806 | 1821 | 1831 | 1836 | 1841 | 1846 | 1851 |
| ---- | ---- | ---- | ---- | ---- | ---- | ---- | ---- | ---- |
| 475  | 487  | 534  | 590  | 526  | 499  | 472  | 504  | 497  |

| 1856 | 1861 | 1866 | 1872 | 1876 | 1881 | 1886 | 1891 | 1896 |
| ---- | ---- | ---- | ---- | ---- | ---- | ---- | ---- | ---- |
| 500  | 503  | 542  | 503  | 534  | 514  | 512  | 502  | 482  |

| 1901 | 1906 | 1911 | 1921 | 1926 | 1931 | 1936 | 1946 | 1954 |
| ---- | ---- | ---- | ---- | ---- | ---- | ---- | ---- | ---- |
| 450  | 424  | 416  | 375  | 371  | 343  | 351  | 328  | 296  |

| 1962 | 1968 | 1975 | 1982 | 1990 | 1999 | 2006 | 2011 | 2013 |
| ---- | ---- | ---- | ---- | ---- | ---- | ---- | ---- | ---- |
| 280  | 305  | 275  | 258  | 262  | 259  | 403  | 458  | 455  |

#### Pyramide des âges
La population de la commune est relativement jeune. Le taux de personnes d'un âge supérieur à 60 ans (9,9 %) est en effet inférieur au taux national (21,8 %) et au taux départemental (21,4 %).
À l'instar des répartitions nationale et départementale, la population féminine de la commune est supérieure à la population masculine. Le taux (51,1 %) est du même ordre de grandeur que le taux national (51,9 %).
La répartition de la population de la commune par tranches d'âge est, en 2008, la suivante :
- 48,9 % d’hommes (0 à 14 ans = 33 %, 15 à 29 ans = 11,7 %, 30 à 44 ans = 31 %, 45 à 59 ans = 15,7 %, plus de 60 ans = 8,7 %) ;
- 51,1 % de femmes (0 à 14 ans = 33 %, 15 à 29 ans = 17 %, 30 à 44 ans = 25,2 %, 45 à 59 ans = 13,6 %, plus de 60 ans = 11,1 %).

| Hommes | Classe d’âge | Femmes |
| ------ | ------------ | ------ |
| 0,0    | 90 ans ou +  | 0,0    |
| 3,6    | 75 à 89 ans  | 5,3    |
| 5,1    | 60 à 74 ans  | 5,8    |
| 15,7   | 45 à 59 ans  | 13,6   |
| 31,0   | 30 à 44 ans  | 25,2   |
| 11,7   | 15 à 29 ans  | 17,0   |
| 33,0   | 0 à 14 ans   | 33,0   |

| Hommes | Classe d’âge | Femmes |
| ------ | ------------ | ------ |
| 0,4    | 90 ans ou +  | 1,1    |
| 6,3    | 75 à 89 ans  | 9,5    |
| 12,1   | 60 à 74 ans  | 13,1   |
| 20,0   | 45 à 59 ans  | 19,4   |
| 20,3   | 30 à 44 ans  | 19,3   |
| 20,2   | 15 à 29 ans  | 18,9   |
| 20,7   | 0 à 14 ans   | 18,7   |

## Économie
Sur 27 établissements présents sur la commune à fin 2010, 52 % relevaient du secteur de l'agriculture (pour une moyenne de 17 % sur le département), aucun du secteur de l'industrie, 7 % du secteur de la construction, 30 % de celui du commerce et des services et 11 % du secteur de l'administration et de la santé.

## Lieux et monuments
- Château de Ribou[15].
- Église paroissiale Saint-Pierre-et-Saint-Paul[16].